# Goslarer Chargierten-Convent
Der Goslarer Chargierten-Convent (GCC) war ein Korporationsverband von pflichtschlagenden und farbentragenden Studentenverbindungen in der Zeit von 1882 bis 1891. Er wird als ein Vorgängerverband des Coburger Convents der Landsmannschaften und Turnerschaften angesehen.

## Geschichte
Der Goslarer CC wurde am 25. Juli 1882 auf dem Steinberg (Goslar) gegründet. Die Gründungsmitglieder waren die Landsmannschaften Saravia Berlin, Primislavia, Joachimica Berlin, Viadrina, Afrania Leipzig, Mecklenburgia Leipzig, Cheruscia Leipzig, Hercynia Leipzig, Rhenania Jena und Suevia Jena.
Die Präsidierende war Afrania Leipzig und der Verband wuchs bis 1885 auf neunzehn Verbindungen an. Schließlich gewannen die großen Verbände an Anziehungskraft, so dass ab 1887 noch sechs Verbindungen im Verband waren. Bei seiner Auflösung (1891) traten die restlichen Verbindungen dem Coburger Landsmannschafter Convent bei.
Von den 21 Verbindungen, die im GCC waren, sind 18 noch heute in irgendeiner Form im Coburger Convent und drei in der Deutschen Burschenschaft.